# Cervera minuta
Cervera minuta is een zachte koraalsoort uit de familie Cornulariidae. De koraalsoort komt uit het geslacht Cervera. Cervera minuta werd in 1915 voor het eerst wetenschappelijk beschreven door Light. 